# Ostindien
Ostindien var i 1600- og 1700-tallet et samlende navn på alt land øst for Afrika og omfattede altså også det indiske subkontinent, der også blev kaldt "Forindien" (de nuværende lande Pakistan, Indien, Bangladesh, Burma og Sri Lanka), samt "Bagindien" (nuværende Thailand, Cambodja, Laos, Vietnam, Singapore og fastlandsdelen af Malaysia) og Kina.
Ostindien kan sammenlignes med "Vestindien" som oprindelig var navnet på Amerika, som den europæiske opdagelsesrejsende Christoffer Columbus først antog var Indien. Senere anvendtes begrebet Ostindien snarere for de ostindiske øer dvs. øhavet mellem Asiens fastland og Australien i den sydlige del af Sydøstasien (de nuværende lande Indonesien, Filippinerne, Brunei, den del af Malaysia, som ligger på Borneo, Østtimor og Papua Ny Guinea).
Begrebet Ostindien anvendes stort set ikke mere. Indonesien blev tidligere kaldt for Hollandsk Ostindien.
1°N 103°Ø / 1°N 103°Ø